# Volta a Hongria 2022
La Volta a Hongria 2022 va ser la 43a edició de la Volta a Hongria. La cursa es va disputar entre l'11 i el 15 de maig de 2022, amb un recorregut de 905 km distribuïts cinc etapes. La cursa formava part del calendari UCI Europa Tour 2022 amb una categoria 2.1.
La victòria final fou per l'irlandès Eddie Dunbar (Ineos Grenadiers), que fou acompanyat al podi per l'espanyol Óscar Rodríguez (Movistar Team) i l'italià Samuele Battistella (Astana Qazaqstan Team), segon i tercer respectivament.

## Equips
L'organització convidà a prendre part en la cursa a 23 equips: onze equips de categoría UCI WorldTeam, nou equips continentals professionals, dos equips continentals i una selecció nacional:
| WorldTeams (11)- Ineos Grenadiers - Quick-Step Alpha Vinyl - Movistar Team - Israel-Premier Tech - Jumbo-Visma - Trek-Segafredo - Bahrain Victorious - BikeExchange-Jayco - Bora-Hansgrohe - Team DSM - Astana Qazaqstan Team ProTeams (9)- Caja Rural-Seguros RGA - Alpecin-Fenix - Drone Hopper-Androni Giocattoli - Uno-X Pro Cycling Team - Team Novo Nordisk - Eolo-Kometa - Sport Vlaanderen-Baloise - Human Powered Health - B&B Hotels-KTM Equips continentals (2)- Adria Mobil - Giotti Victoria-Savini Due Equip nacional- Hongria |
| |

## Etapes
| Etapa    | Data       | Ciutats d'etapa               | type                    | Distància (km) | Desnivell (m) | Vencedor de l'etapa | Líder de la general |
| -------- | ---------- | ----------------------------- | ----------------------- | -------------- | ------------- | ------------------- | ------------------- |
| 1a etapa | 11 de maig | Csákvár – Székesfehérvár      | etapa accidentada       | 198            | 1.651 m       | Olav Kooij          | Olav Kooij          |
| 2a etapa | 12 de maig | Karcag – Hajdúszoboszló       | etapa plana             | 192            | 185 m         | Fabio Jakobsen      | Jens Reynders       |
| 3a etapa | 13 de maig | Sárospatak – Nyíregyháza      | etapa plana             | 154            | 565 m         | Fabio Jakobsen      | Fabio Jakobsen      |
| 4a etapa | 14 de maig | Kazincbarcika – Kazincbarcika | etapa accidentada       | 177            | 1.325 m       | Dylan Groenewegen   | Fabio Jakobsen      |
| 5a etapa | 15 de maig | Miskolc – Kékestető           | etapa de mitja muntanya | 184            | 2.751 m       | Antonio Tiberi      | Edward Dunbar       |

### Etapa 1
| \| Classificació de l'etapa \| Classificació de l'etapa \| Classificació de l'etapa \| Classificació de l'etapa \| Classificació de l'etapa \| \| Corredor \| Corredor \| Equip \| Temps \| \| \| ------------------------ \| ------------------------ \| ------------------------ \| ------------------------ \| ------------------------ \| \| 1r \| Olav Kooij \| Jumbo-Visma \| 4h 34' 36" \| \| \| 2n \| Elia Viviani \| Ineos Grenadiers \| + 0" \| \| \| 3r \| Matthew Walls \| Bora-Hansgrohe \| + 0" \| \| \| 4t \| Rudy Barbier \| Israel-Premier Tech \| + 0" \| \| \| 5è \| Matteo Moschetti \| Trek-Segafredo \| + 0" \| \| \| 6è \| Max Kanter \| Movistar Team \| + 0" \| \| \| 7è \| Dylan Groenewegen \| BikeExchange-Jayco \| + 0" \| \| \| 8è \| Sasha Weemaes \| Sport Vlaanderen-Baloise \| + 0" \| \| \| 9è \| Marius Mayrhofer \| Team DSM \| + 0" \| \| \| 10è \| Arvid de Kleijn \| Human Powered Health \| + 0" \| \| |                   |                          |            |
| |                   |                          |            |
| Font: ProCyclingStats |                   |                          |            |
| Classificació de l'etapa |                   |                          |            |
| Corredor | Corredor          | Equip                    | Temps      |
| 1r | Olav Kooij        | Jumbo-Visma              | 4h 34' 36" |
| 2n | Elia Viviani      | Ineos Grenadiers         | + 0"       |
| 3r | Matthew Walls     | Bora-Hansgrohe           | + 0"       |
| 4t | Rudy Barbier      | Israel-Premier Tech      | + 0"       |
| 5è | Matteo Moschetti  | Trek-Segafredo           | + 0"       |
| 6è | Max Kanter        | Movistar Team            | + 0"       |
| 7è | Dylan Groenewegen | BikeExchange-Jayco       | + 0"       |
| 8è | Sasha Weemaes     | Sport Vlaanderen-Baloise | + 0"       |
| 9è | Marius Mayrhofer  | Team DSM                 | + 0"       |
| 10è | Arvid de Kleijn   | Human Powered Health     | + 0"       |

| \| Classificació general \| Classificació general \| Classificació general \| Classificació general \| Classificació general \| \| Corredor \| Corredor \| Equip \| Temps \| \| \| --------------------- \| --------------------- \| ------------------------ \| --------------------- \| --------------------- \| \| 1r \| Olav Kooij \| Jumbo-Visma \| 4h 34' 36" \| \| \| 2n \| Jens Reynders \| Sport Vlaanderen-Baloise \| + 2" \| \| \| 3r \| Elia Viviani \| Ineos Grenadiers \| + 4" \| \| \| 4t \| Matthew Walls \| Bora-Hansgrohe \| + 6" \| \| \| 5è \| Márton Dina \| Eolo-Kometa \| + 6" \| \| \| 6è \| Viktor Filutás \| Adria Mobil \| + 7" \| \| \| 7è \| Joey Rosskopf \| Human Powered Health \| + 8" \| \| \| 8è \| Aaron Van Poucke \| Sport Vlaanderen-Baloise \| + 9" \| \| \| 9è \| Rudy Barbier \| Israel-Premier Tech \| + 10" \| \| \| 10è \| Matteo Moschetti \| Trek-Segafredo \| + 10" \| \| |                  |                          |            |
| |                  |                          |            |
| Font: ProCyclingStats |                  |                          |            |
| Classificació general |                  |                          |            |
| Corredor | Corredor         | Equip                    | Temps      |
| 1r | Olav Kooij       | Jumbo-Visma              | 4h 34' 36" |
| 2n | Jens Reynders    | Sport Vlaanderen-Baloise | + 2"       |
| 3r | Elia Viviani     | Ineos Grenadiers         | + 4"       |
| 4t | Matthew Walls    | Bora-Hansgrohe           | + 6"       |
| 5è | Márton Dina      | Eolo-Kometa              | + 6"       |
| 6è | Viktor Filutás   | Adria Mobil              | + 7"       |
| 7è | Joey Rosskopf    | Human Powered Health     | + 8"       |
| 8è | Aaron Van Poucke | Sport Vlaanderen-Baloise | + 9"       |
| 9è | Rudy Barbier     | Israel-Premier Tech      | + 10"      |
| 10è | Matteo Moschetti | Trek-Segafredo           | + 10"      |

### Etapa 2
| \| Classificació de l'etapa \| Classificació de l'etapa \| Classificació de l'etapa \| Classificació de l'etapa \| Classificació de l'etapa \| \| Corredor \| Corredor \| Equip \| Temps \| \| \| ------------------------ \| ------------------------ \| ------------------------ \| ------------------------ \| ------------------------ \| \| 1r \| Fabio Jakobsen \| Quick-Step Alpha Vinyl \| 3h 59' 20" \| \| \| 2n \| Rudy Barbier \| Israel-Premier Tech \| + 0" \| \| \| 3r \| Sasha Weemaes \| Sport Vlaanderen-Baloise \| + 0" \| \| \| 4t \| Itamar Einhorn \| Israel-Premier Tech \| + 0" \| \| \| 5è \| Max Kanter \| Movistar Team \| + 0" \| \| \| 6è \| Matteo Moschetti \| Trek-Segafredo \| + 0" \| \| \| 7è \| Simon Dehairs \| Alpecin-Fenix \| + 0" \| \| \| 8è \| Marius Mayrhofer \| Team DSM \| + 0" \| \| \| 9è \| Tom Van Asbroeck \| Israel-Premier Tech \| + 0" \| \| \| 10è \| Patrick Konrad \| Bora-Hansgrohe \| + 0" \| \| |                  |                          |            |
| |                  |                          |            |
| Font: ProCyclingStats |                  |                          |            |
| Classificació de l'etapa |                  |                          |            |
| Corredor | Corredor         | Equip                    | Temps      |
| 1r | Fabio Jakobsen   | Quick-Step Alpha Vinyl   | 3h 59' 20" |
| 2n | Rudy Barbier     | Israel-Premier Tech      | + 0"       |
| 3r | Sasha Weemaes    | Sport Vlaanderen-Baloise | + 0"       |
| 4t | Itamar Einhorn   | Israel-Premier Tech      | + 0"       |
| 5è | Max Kanter       | Movistar Team            | + 0"       |
| 6è | Matteo Moschetti | Trek-Segafredo           | + 0"       |
| 7è | Simon Dehairs    | Alpecin-Fenix            | + 0"       |
| 8è | Marius Mayrhofer | Team DSM                 | + 0"       |
| 9è | Tom Van Asbroeck | Israel-Premier Tech      | + 0"       |
| 10è | Patrick Konrad   | Bora-Hansgrohe           | + 0"       |

| \| Classificació general \| Classificació general \| Classificació general \| Classificació general \| Classificació general \| \| Corredor \| Corredor \| Equip \| Temps \| \| \| --------------------- \| --------------------- \| ------------------------ \| --------------------- \| --------------------- \| \| 1r \| Jens Reynders \| Sport Vlaanderen-Baloise \| 8h 33' 52" \| \| \| 2n \| Fabio Jakobsen \| Quick-Step Alpha Vinyl \| + 4" \| \| \| 3r \| Olav Kooij \| Jumbo-Visma \| + 4" \| \| \| 4t \| Elia Viviani \| Ineos Grenadiers \| + 5" \| \| \| 5è \| Rudy Barbier \| Israel-Premier Tech \| + 8" \| \| \| 6è \| Sasha Weemaes \| Sport Vlaanderen-Baloise \| + 10" \| \| \| 7è \| Matthew Walls \| Bora-Hansgrohe \| + 10" \| \| \| 8è \| Filippo Baroncini \| Trek-Segafredo \| + 10" \| \| \| 9è \| Márton Dina \| Eolo-Kometa \| + 10" \| \| \| 10è \| Joey Rosskopf \| Human Powered Health \| + 12" \| \| |                   |                          |            |
| |                   |                          |            |
| Font: ProCyclingStats |                   |                          |            |
| Classificació general |                   |                          |            |
| Corredor | Corredor          | Equip                    | Temps      |
| 1r | Jens Reynders     | Sport Vlaanderen-Baloise | 8h 33' 52" |
| 2n | Fabio Jakobsen    | Quick-Step Alpha Vinyl   | + 4"       |
| 3r | Olav Kooij        | Jumbo-Visma              | + 4"       |
| 4t | Elia Viviani      | Ineos Grenadiers         | + 5"       |
| 5è | Rudy Barbier      | Israel-Premier Tech      | + 8"       |
| 6è | Sasha Weemaes     | Sport Vlaanderen-Baloise | + 10"      |
| 7è | Matthew Walls     | Bora-Hansgrohe           | + 10"      |
| 8è | Filippo Baroncini | Trek-Segafredo           | + 10"      |
| 9è | Márton Dina       | Eolo-Kometa              | + 10"      |
| 10è | Joey Rosskopf     | Human Powered Health     | + 12"      |

### Etapa 3
| \| Classificació de l'etapa \| Classificació de l'etapa \| Classificació de l'etapa \| Classificació de l'etapa \| Classificació de l'etapa \| \| Corredor \| Corredor \| Equip \| Temps \| \| \| ------------------------ \| ------------------------ \| ------------------------ \| ------------------------ \| ------------------------ \| \| 1r \| Fabio Jakobsen \| Quick-Step Alpha Vinyl \| 3h 25' 55" \| \| \| 2n \| Rudy Barbier \| Israel-Premier Tech \| + 0" \| \| \| 3r \| Sasha Weemaes \| Sport Vlaanderen-Baloise \| + 0" \| \| \| 4t \| David Dekker \| Jumbo-Visma \| + 0" \| \| \| 5è \| Max Kanter \| Movistar Team \| + 0" \| \| \| 6è \| Matthew Walls \| Bora-Hansgrohe \| + 0" \| \| \| 7è \| Simon Dehairs \| Alpecin-Fenix \| + 0" \| \| \| 8è \| Marius Mayrhofer \| Team DSM \| + 0" \| \| \| 9è \| Iúri Leitão \| Caja Rural-Seguros RGA \| + 0" \| \| \| 10è \| David Martin \| Eolo-Kometa \| + 0" \| \| |                  |                          |            |
| |                  |                          |            |
| Font: ProCyclingStats |                  |                          |            |
| Classificació de l'etapa |                  |                          |            |
| Corredor | Corredor         | Equip                    | Temps      |
| 1r | Fabio Jakobsen   | Quick-Step Alpha Vinyl   | 3h 25' 55" |
| 2n | Rudy Barbier     | Israel-Premier Tech      | + 0"       |
| 3r | Sasha Weemaes    | Sport Vlaanderen-Baloise | + 0"       |
| 4t | David Dekker     | Jumbo-Visma              | + 0"       |
| 5è | Max Kanter       | Movistar Team            | + 0"       |
| 6è | Matthew Walls    | Bora-Hansgrohe           | + 0"       |
| 7è | Simon Dehairs    | Alpecin-Fenix            | + 0"       |
| 8è | Marius Mayrhofer | Team DSM                 | + 0"       |
| 9è | Iúri Leitão      | Caja Rural-Seguros RGA   | + 0"       |
| 10è | David Martin     | Eolo-Kometa              | + 0"       |

| \| Classificació general \| Classificació general \| Classificació general \| Classificació general \| Classificació general \| \| Corredor \| Corredor \| Equip \| Temps \| \| \| --------------------- \| --------------------- \| ------------------------ \| --------------------- \| --------------------- \| \| 1r \| Fabio Jakobsen \| Quick-Step Alpha Vinyl \| 11h 59' 41" \| \| \| 2n \| Jens Reynders \| Sport Vlaanderen-Baloise \| + 6" \| \| \| 3r \| Rudy Barbier \| Israel-Premier Tech \| + 8" \| \| \| 4t \| Elia Viviani \| Ineos Grenadiers \| + 11" \| \| \| 5è \| Sasha Weemaes \| Sport Vlaanderen-Baloise \| + 12" \| \| \| 6è \| Matthew Walls \| Bora-Hansgrohe \| + 16" \| \| \| 7è \| Filippo Baroncini \| Trek-Segafredo \| + 16" \| \| \| 8è \| Márton Dina \| Eolo-Kometa \| + 16" \| \| \| 9è \| Krists Neilands \| Israel-Premier Tech \| + 18" \| \| \| 10è \| Joey Rosskopf \| Human Powered Health \| + 18" \| \| |                   |                          |             |
| |                   |                          |             |
| Font: ProCyclingStats |                   |                          |             |
| Classificació general |                   |                          |             |
| Corredor | Corredor          | Equip                    | Temps       |
| 1r | Fabio Jakobsen    | Quick-Step Alpha Vinyl   | 11h 59' 41" |
| 2n | Jens Reynders     | Sport Vlaanderen-Baloise | + 6"        |
| 3r | Rudy Barbier      | Israel-Premier Tech      | + 8"        |
| 4t | Elia Viviani      | Ineos Grenadiers         | + 11"       |
| 5è | Sasha Weemaes     | Sport Vlaanderen-Baloise | + 12"       |
| 6è | Matthew Walls     | Bora-Hansgrohe           | + 16"       |
| 7è | Filippo Baroncini | Trek-Segafredo           | + 16"       |
| 8è | Márton Dina       | Eolo-Kometa              | + 16"       |
| 9è | Krists Neilands   | Israel-Premier Tech      | + 18"       |
| 10è | Joey Rosskopf     | Human Powered Health     | + 18"       |

### Etapa 4
| \| Classificació de l'etapa \| Classificació de l'etapa \| Classificació de l'etapa \| Classificació de l'etapa \| Classificació de l'etapa \| \| Corredor \| Corredor \| Equip \| Temps \| \| \| ------------------------ \| ------------------------ \| ------------------------ \| ------------------------ \| ------------------------ \| \| 1r \| Dylan Groenewegen \| BikeExchange-Jayco \| 3h 59' 15" \| \| \| 2n \| Fabio Jakobsen \| Quick-Step Alpha Vinyl \| + 0" \| \| \| 3r \| Rudy Barbier \| Israel-Premier Tech \| + 0" \| \| \| 4t \| Sasha Weemaes \| Sport Vlaanderen-Baloise \| + 0" \| \| \| 5è \| Elia Viviani \| Ineos Grenadiers \| + 0" \| \| \| 6è \| Timo Kielich \| Alpecin-Fenix \| + 0" \| \| \| 7è \| Max Kanter \| Movistar Team \| + 0" \| \| \| 8è \| Henri Uhlig \| Alpecin-Fenix \| + 0" \| \| \| 9è \| David Dekker \| Jumbo-Visma \| + 0" \| \| \| 10è \| Itamar Einhorn \| Israel-Premier Tech \| + 0" \| \| |                   |                          |            |
| |                   |                          |            |
| Font: ProCyclingStats |                   |                          |            |
| Classificació de l'etapa |                   |                          |            |
| Corredor | Corredor          | Equip                    | Temps      |
| 1r | Dylan Groenewegen | BikeExchange-Jayco       | 3h 59' 15" |
| 2n | Fabio Jakobsen    | Quick-Step Alpha Vinyl   | + 0"       |
| 3r | Rudy Barbier      | Israel-Premier Tech      | + 0"       |
| 4t | Sasha Weemaes     | Sport Vlaanderen-Baloise | + 0"       |
| 5è | Elia Viviani      | Ineos Grenadiers         | + 0"       |
| 6è | Timo Kielich      | Alpecin-Fenix            | + 0"       |
| 7è | Max Kanter        | Movistar Team            | + 0"       |
| 8è | Henri Uhlig       | Alpecin-Fenix            | + 0"       |
| 9è | David Dekker      | Jumbo-Visma              | + 0"       |
| 10è | Itamar Einhorn    | Israel-Premier Tech      | + 0"       |

| \| Classificació general \| Classificació general \| Classificació general \| Classificació general \| Classificació general \| \| Corredor \| Corredor \| Equip \| Temps \| \| \| --------------------- \| --------------------- \| ------------------------ \| --------------------- \| --------------------- \| \| 1r \| Fabio Jakobsen \| Quick-Step Alpha Vinyl \| 15h 58' 50" \| \| \| 2n \| Rudy Barbier \| Israel-Premier Tech \| + 10" \| \| \| 3r \| Jens Reynders \| Sport Vlaanderen-Baloise \| + 12" \| \| \| 4t \| Dylan Groenewegen \| BikeExchange-Jayco \| + 16" \| \| \| 5è \| Elia Viviani \| Ineos Grenadiers \| + 17" \| \| \| 6è \| Toon Vandebosch \| Alpecin-Fenix \| + 17" \| \| \| 7è \| Sasha Weemaes \| Sport Vlaanderen-Baloise \| + 18" \| \| \| 8è \| Matthew Walls \| Bora-Hansgrohe \| + 22" \| \| \| 9è \| Filippo Baroncini \| Trek-Segafredo \| + 22" \| \| \| 10è \| Márton Dina \| Eolo-Kometa \| + 22" \| \| |                   |                          |             |
| |                   |                          |             |
| Font: ProCyclingStats |                   |                          |             |
| Classificació general |                   |                          |             |
| Corredor | Corredor          | Equip                    | Temps       |
| 1r | Fabio Jakobsen    | Quick-Step Alpha Vinyl   | 15h 58' 50" |
| 2n | Rudy Barbier      | Israel-Premier Tech      | + 10"       |
| 3r | Jens Reynders     | Sport Vlaanderen-Baloise | + 12"       |
| 4t | Dylan Groenewegen | BikeExchange-Jayco       | + 16"       |
| 5è | Elia Viviani      | Ineos Grenadiers         | + 17"       |
| 6è | Toon Vandebosch   | Alpecin-Fenix            | + 17"       |
| 7è | Sasha Weemaes     | Sport Vlaanderen-Baloise | + 18"       |
| 8è | Matthew Walls     | Bora-Hansgrohe           | + 22"       |
| 9è | Filippo Baroncini | Trek-Segafredo           | + 22"       |
| 10è | Márton Dina       | Eolo-Kometa              | + 22"       |

### Etapa 5
| \| Classificació de l'etapa \| Classificació de l'etapa \| Classificació de l'etapa \| Classificació de l'etapa \| Classificació de l'etapa \| \| Corredor \| Corredor \| Equip \| Temps \| \| \| ------------------------ \| ---------------------------- \| ------------------------ \| ------------------------ \| ------------------------ \| \| 1r \| Antonio Tiberi \| Trek-Segafredo \| 4h 39' 31" \| \| \| 2n \| Edward Dunbar \| Ineos Grenadiers \| + 2" \| \| \| 3r \| Óscar Rodríguez Garaicoechea \| Movistar Team \| + 23" \| \| \| 4t \| Samuele Battistella \| Astana Qazaqstan Team \| + 25" \| \| \| 5è \| Edoardo Zambanini \| Bahrain Victorious \| + 25" \| \| \| 6è \| Carl Fredrik Hagen \| Israel-Premier Tech \| + 31" \| \| \| 7è \| Niklas Eg \| Uno-X Pro Cycling Team \| + 32" \| \| \| 8è \| Krists Neilands \| Israel-Premier Tech \| + 41" \| \| \| 9è \| Patrick Konrad \| Bora-Hansgrohe \| + 48" \| \| \| 10è \| Anthon Charmig \| Uno-X Pro Cycling Team \| + 55" \| \| |                              |                        |            |
| |                              |                        |            |
| Font: ProCyclingStats |                              |                        |            |
| Classificació de l'etapa |                              |                        |            |
| Corredor | Corredor                     | Equip                  | Temps      |
| 1r | Antonio Tiberi               | Trek-Segafredo         | 4h 39' 31" |
| 2n | Edward Dunbar                | Ineos Grenadiers       | + 2"       |
| 3r | Óscar Rodríguez Garaicoechea | Movistar Team          | + 23"      |
| 4t | Samuele Battistella          | Astana Qazaqstan Team  | + 25"      |
| 5è | Edoardo Zambanini            | Bahrain Victorious     | + 25"      |
| 6è | Carl Fredrik Hagen           | Israel-Premier Tech    | + 31"      |
| 7è | Niklas Eg                    | Uno-X Pro Cycling Team | + 32"      |
| 8è | Krists Neilands              | Israel-Premier Tech    | + 41"      |
| 9è | Patrick Konrad               | Bora-Hansgrohe         | + 48"      |
| 10è | Anthon Charmig               | Uno-X Pro Cycling Team | + 55"      |

## Classificacions finals

### Classificació general
| \| Classificació general \| Classificació general \| Classificació general \| Classificació general \| Classificació general \| \| Corredor \| Corredor \| Equip \| Temps \| \| \| --------------------- \| ---------------------------- \| ------------------------ \| --------------------- \| --------------------- \| \| 1r \| Edward Dunbar \| Ineos Grenadiers \| 20h 38' 43" \| \| \| 2n \| Óscar Rodríguez Garaicoechea \| Movistar Team \| + 23" \| \| \| 3r \| Samuele Battistella \| Astana Qazaqstan Team \| + 28" \| \| \| 4t \| Edoardo Zambanini \| Bahrain Victorious \| + 29" \| \| \| 5è \| Carl Fredrik Hagen \| Israel-Premier Tech \| + 35" \| \| \| 6è \| Niklas Eg \| Uno-X Pro Cycling Team \| + 36" \| \| \| 7è \| Krists Neilands \| Israel-Premier Tech \| + 43" \| \| \| 8è \| Patrick Konrad \| Bora-Hansgrohe \| + 50" \| \| \| 9è \| Anthon Charmig \| Uno-X Pro Cycling Team \| + 59" \| \| \| 10è \| Kamiel Bonneu \| Sport Vlaanderen-Baloise \| + 1' 01" \| \| |                              |                          |             |
| |                              |                          |             |
| Font: ProCyclingStats |                              |                          |             |
| Classificació general |                              |                          |             |
| Corredor | Corredor                     | Equip                    | Temps       |
| 1r | Edward Dunbar                | Ineos Grenadiers         | 20h 38' 43" |
| 2n | Óscar Rodríguez Garaicoechea | Movistar Team            | + 23"       |
| 3r | Samuele Battistella          | Astana Qazaqstan Team    | + 28"       |
| 4t | Edoardo Zambanini            | Bahrain Victorious       | + 29"       |
| 5è | Carl Fredrik Hagen           | Israel-Premier Tech      | + 35"       |
| 6è | Niklas Eg                    | Uno-X Pro Cycling Team   | + 36"       |
| 7è | Krists Neilands              | Israel-Premier Tech      | + 43"       |
| 8è | Patrick Konrad               | Bora-Hansgrohe           | + 50"       |
| 9è | Anthon Charmig               | Uno-X Pro Cycling Team   | + 59"       |
| 10è | Kamiel Bonneu                | Sport Vlaanderen-Baloise | + 1' 01"    |

### Classificacions secundàries
| Classificació per punts | Classificació per punts | Classificació per punts    | Classificació per punts | Classificació per punts |
| Corredor                | Corredor                | Equip                      | Punts                   |                         |
| ----------------------- | ----------------------- | -------------------------- | ----------------------- | ----------------------- |
| 1r                      | Fabio Jakobsen          | Quick-Step Alpha Vinyl     | 47 pts                  |                         |
| 2n                      | Rudy Barbier            | Israel-Premier Tech        | 42 pts                  |                         |
| 3r                      | Sasha Weemaes           | Sport Vlaanderen-Baloise   | 31 pts                  |                         |
| 4t                      | Jens Reynders           | Sport Vlaanderen-Baloise   | 29 pts                  |                         |
| 5è                      | Elia Viviani            | Ineos Grenadiers           | 23 pts                  |                         |
| 6è                      | Max Kanter              | Movistar Team              | 21 pts                  |                         |
| 7è                      | Dylan Groenewegen       | BikeExchange-Jayco         | 19 pts                  |                         |
| 8è                      | Emil Dima               | Giotti Victoria-Savini Due | 19 pts                  |                         |
| 9è                      | Antonio Tiberi          | Trek-Segafredo             | 15 pts                  |                         |
| 10è                     | Toon Vandebosch         | Alpecin-Fenix              | 15 pts                  |                         |

| Classificació per punts | Classificació per punts | Classificació per punts    | Classificació per punts | Classificació per punts |
| Corredor                | Corredor                | Equip                      | Punts                   |                         |
| ----------------------- | ----------------------- | -------------------------- | ----------------------- | ----------------------- |
| 1r                      | Fabio Jakobsen          | Quick-Step Alpha Vinyl     | 47 pts                  |                         |
| 2n                      | Rudy Barbier            | Israel-Premier Tech        | 42 pts                  |                         |
| 3r                      | Sasha Weemaes           | Sport Vlaanderen-Baloise   | 31 pts                  |                         |
| 4t                      | Jens Reynders           | Sport Vlaanderen-Baloise   | 29 pts                  |                         |
| 5è                      | Elia Viviani            | Ineos Grenadiers           | 23 pts                  |                         |
| 6è                      | Max Kanter              | Movistar Team              | 21 pts                  |                         |
| 7è                      | Dylan Groenewegen       | BikeExchange-Jayco         | 19 pts                  |                         |
| 8è                      | Emil Dima               | Giotti Victoria-Savini Due | 19 pts                  |                         |
| 9è                      | Antonio Tiberi          | Trek-Segafredo             | 15 pts                  |                         |
| 10è                     | Toon Vandebosch         | Alpecin-Fenix              | 15 pts                  |                         |

| Classificació de la muntanya | Classificació de la muntanya | Classificació de la muntanya    | Classificació de la muntanya | Classificació de la muntanya |
| Corredor                     | Corredor                     | Equip                           | Punts                        |                              |
| ---------------------------- | ---------------------------- | ------------------------------- | ---------------------------- | ---------------------------- |
| 1r                           | Aaron Van Poucke             | Sport Vlaanderen-Baloise        | 34 pts                       |                              |
| 2n                           | Nicolas Dalla Valle          | Giotti Victoria-Savini Due      | 14 pts                       |                              |
| 3r                           | Umberto Marengo              | Drone Hopper-Androni Giocattoli | 11 pts                       |                              |
| 4t                           | Antonio Tiberi               | Trek-Segafredo                  | 10 pts                       |                              |
| 5è                           | Jens Reynders                | Sport Vlaanderen-Baloise        | 8 pts                        |                              |
| 6è                           | Emil Dima                    | Giotti Victoria-Savini Due      | 8 pts                        |                              |
| 7è                           | Edward Dunbar                | Ineos Grenadiers                | 7 pts                        |                              |
| 8è                           | Márton Dina                  | Eolo-Kometa                     | 7 pts                        |                              |
| 9è                           | Viktor Filutás               | Adria Mobil                     | 6 pts                        |                              |
| 10è                          | Óscar Rodríguez Garaicoechea | Movistar Team                   | 5 pts                        |                              |

| Classificació de la muntanya | Classificació de la muntanya | Classificació de la muntanya    | Classificació de la muntanya | Classificació de la muntanya |
| Corredor                     | Corredor                     | Equip                           | Punts                        |                              |
| ---------------------------- | ---------------------------- | ------------------------------- | ---------------------------- | ---------------------------- |
| 1r                           | Aaron Van Poucke             | Sport Vlaanderen-Baloise        | 34 pts                       |                              |
| 2n                           | Nicolas Dalla Valle          | Giotti Victoria-Savini Due      | 14 pts                       |                              |
| 3r                           | Umberto Marengo              | Drone Hopper-Androni Giocattoli | 11 pts                       |                              |
| 4t                           | Antonio Tiberi               | Trek-Segafredo                  | 10 pts                       |                              |
| 5è                           | Jens Reynders                | Sport Vlaanderen-Baloise        | 8 pts                        |                              |
| 6è                           | Emil Dima                    | Giotti Victoria-Savini Due      | 8 pts                        |                              |
| 7è                           | Edward Dunbar                | Ineos Grenadiers                | 7 pts                        |                              |
| 8è                           | Márton Dina                  | Eolo-Kometa                     | 7 pts                        |                              |
| 9è                           | Viktor Filutás               | Adria Mobil                     | 6 pts                        |                              |
| 10è                          | Óscar Rodríguez Garaicoechea | Movistar Team                   | 5 pts                        |                              |

#### Classificació per equips
| Classificació per equips | Classificació per equips | Classificació per equips | Classificació per equips |
| Equip                    | Equip                    | Temps                    |                          |
| ------------------------ | ------------------------ | ------------------------ | ------------------------ |
| 1r                       | Trek-Segafredo           | 61h 58' 48"              |                          |
| 2n                       | Movistar Team            | + 57"                    |                          |
| 3r                       | Alpecin-Fenix            | + 2' 00"                 |                          |
| 4t                       | Caja Rural-Seguros RGA   | + 2' 02"                 |                          |
| 5è                       | Astana Qazaqstan Team    | + 2' 10"                 |                          |
| 6è                       | Bahrain Victorious       | + 2' 17"                 |                          |
| 7è                       | Human Powered Health     | + 2' 18"                 |                          |
| 8è                       | Eolo-Kometa              | + 2' 43"                 |                          |
| 9è                       | Sport Vlaanderen-Baloise | + 2' 57"                 |                          |
| 10è                      | Israel-Premier Tech      | + 3' 38"                 |                          |

## Evolució de les classificacions
| Etapa                  | Vencedor               | Classificació general | Classificació per punts | Classificació de la muntanya | Millor hongarès | Classificació per equips |
| ---------------------- | ---------------------- | --------------------- | ----------------------- | ---------------------------- | --------------- | ------------------------ |
| 1                      | Olav Kooij             | Olav Kooij            | Olav Kooij              | Aaron Van Poucke             | Márton Dina     | Ineos Grenadiers         |
| 2                      | Fabio Jakobsen         | Jens Reynders         | Jens Reynders           | Aaron Van Poucke             | Márton Dina     | Israel-Premier Tech      |
| 3                      | Fabio Jakobsen         | Fabio Jakobsen        | Rudy Barbier            | Aaron Van Poucke             | Márton Dina     | Israel-Premier Tech      |
| 4                      | Dylan Groenewegen      | Fabio Jakobsen        | Fabio Jakobsen          | Aaron Van Poucke             | Márton Dina     | Israel-Premier Tech      |
| 5                      | Antonio Tiberi         | Edward Dunbar         | Fabio Jakobsen          | Aaron Van Poucke             | Márton Dina     | Trek-Segafredo           |
| Classificacions finals | Classificacions finals | Edward Dunbar         | Fabio Jakobsen          | Aaron Van Poucke             | Márton Dina     | Trek-Segafredo           |